# Aleksandr Czekalin
Aleksandr Pawłowicz Czekalin (ros. Алекса́ндр Па́влович Чека́лин, ur. 25 marca 1925 we wsi Pieskowatskoje w obwodzie tulskim, zm. 6 listopada 1941 w Lichwinie) – radziecki partyzant, Bohater Związku Radzieckiego (1942).

## Życiorys
Do maja 1941 skończył 8 klas szkoły średniej w Lichwinie (obecnie Czekalin), po ataku Niemiec na ZSRR i zajęciu Lichwina przez okupantów, w październiku 1941 wstąpił do oddziału partyzanckiego "Pieriewodoj", w którym walczył na terytorium obwodu tulskiego. Brał udział w paleniu magazynów, wysadzaniu samochodów minami, wykolejaniu pociągów i urządzaniu zasadzek na małe grupy Niemców. Na początku listopada 1941 został wydany Niemcom i mimo podjęcia walki schwytany, a następnie powieszony na centralnym placu w Lichwinie. Uchwałą Prezydium Rady Najwyższej ZSRR z 4 lutego 1942 pośmiertnie otrzymał tytuł Bohatera Związku Radzieckiego i Order Lenina. 

## Upamiętnienie
W 1944 na jego cześć miasto Lichwin przemianowano na Czekalin. Jego umieniem nazwano ulice w Tule, Nowosybirsku, Mińsku, Wołgogradzie, Ufie, Irkucku, Doniecku, Nowokuźniecku, Artiomie, Aktobe i wielu innych miejscowościach byłego ZSRR.